# Hamlyns markatta
Hamlyns markatta eller ugglemarkatta (Cercopithecus hamlyni) är en primat i släktet markattor som förekommer i centrala Afrika.

## Kännetecken
Individerna bär en tät grågrön päls. Håren är kring ansiktet långa och påminner om ett helskägg. Påfallande är ett vitt lodrätt streck på nosen och ett gulaktigt horisontalt streck över ögonen. Kroppslängden för hannar ligger mellan 50 och 65 cm (utan svans), honor är allmänt 10 cm kortare än hannar. Vikten för hannar varierar mellan 7 och 10 kg samt för honor mellan 4,5 och 6 kg.

## Utbredning och habitat
Hamlyns markatta förekommer i östra Kongo-Kinshasa samt i Ruanda. Den vistas främst i täta skogar med bambuträd. I bergstrakter förekommer den upp till 3 200 meter över havet.

## Levnadssätt
Dessa primater vistas både på marken och på träd och är främst aktiva på dagen. De bildar små grupper med upp till tio individer. Flocken består av en hanne, flera vuxna honor och deras ungar. Varje grupp har ett revir som markeras med vätska från doftkörtlarna som finns nära brösten. Kommunikationen i gruppen sker med olika läten.
Hamlyns markatta livnär sig främst på unga skott av bambu men den äter även frukter, blad och knopp av andra växter.
Honor parar sig vanligen vart tredje år. Dräktigheten varar i 5 till 6 månader och sedan föds 1 eller 2 ungar.

## Hot
Artens levnadsområde är jämförelsevis litet och dessutom drabbas regionen ofta av krig. Individerna hotas även av skogsavverkningar. IUCN listar Hamlyns markatta som sårbar (vulnerable).